# Adam Dalgliesh
Adam Dalgliesh è un personaggio di fantasia, protagonista di una serie di romanzi polizieschi scritti dall'autrice britannica P. D. James.
Dalgliesh appare per la prima volta nel romanzo del 1962 Copritele il volto (Cover Her Face) e compare in altri tredici romanzi. L'autrice lo immagina nato nel 1928 nella contea inglese del Norfolk: nel primo libro è un vedovo trentacinquenne che, oltre alla moglie, ha perso anche l'unico figlio. Ispettore di Scotland Yard, è anche un apprezzato poeta.

## Serie dell'ispettore Adam Dalgliesh

### Romanzi
1. 1962 -  Copritele il volto (Cover Her Face), Milano, Rusconi, 1980; Milano, Arnoldo Mondadori Editore, 1991
2. 1963 -  Una mente per uccidere (A Mind to Murder), Milano, Rusconi, 1980; Milano, Mondadori, 1991
3. 1967 -  Per cause innaturali (Unnatural Causes), Milano, Rusconi, 1980; Milano, BUR, 1985; Milano, Mondadori, 1992, ISBN 978-88-04-36445-0
4. 1971 -  Scuola per infermiere (Shroud for a Nightingale), finalista Edgar Award 1972, trad. Giovanni Piccioni, Milano, Rusconi, 1987-1994, ISBN 978-88-18-70010-7; Milano, Mondadori, 2001, ISBN 978-88-04-49100-2
5. 1975 -  La torre nera (The Black Tower), trad. Anna Solinas, Milano, Rusconi, 1981; Milano, BUR, 1987; Milano, Mondadori, 1992, ISBN 978-88-04-35870-1
6. 1977 -  Morte di un medico legale (Death of an Expert Witness), trad. Anna Solinas, Milano, Rusconi, 1984, ISBN 978-88-18-06909-9; Milano, Mondadori, 2004, ISBN 978-88-04-52945-3
7. 1986 -  Un gusto per la morte (A Taste for Death), finalista Edgar Award 1987, trad. Ettore Capriolo, Milano, Mondadori, 1987
8. 1989 -  Una notte di luna per l'ispettore Dalgliesh (Devices and Desires), Milano, Mondadori, 1990
9. 1994 -  Morte sul fiume (Original Sin), Milano, Mondadori, 1995
10. 1997 -  Una certa giustizia (A Certain Justice), Milano, Mondadori, 1998
11. 2001 -  Morte in seminario (Death in Holy Orders), Milano, Mondadori, 2001
12. 2003 -  La stanza dei delitti (The Murder Room), Milano, Mondadori, 2003
13. 2005 -  Brividi di morte per l'ispettore Dalgliesh (The Lighthouse), trad. Grazia Maria Griffini, Milano, Mondadori, 2006, ISBN 978-88-04-55096-9
14. 2008 -  La paziente privata (The Private Patient), trad. Grazia Maria Griffini, Milano, Mondadori, 2009, ISBN 978-88-04-58478-0

### Racconti
I due racconti hanno come protagonista una versione giovane dello stesso Adam Dalgliesh, e sono dunque ambientati cronologicamente prima dei romanzi.
1. The Boxdale Inheritance, pubblicato originariamente con il titolo Great-Aunt Ellie's Flypapers nel 1979 in Verdict of Thirteen, poi incluso con il titolo The Boxdale Inheritance nella raccolta The Mistletoe Murder and Other Stories, 2016.
2. The 12 Clues of Christmas, incluso nella raccolta The Mistletoe Murder and Other Stories, 2016.

## Adattamenti
È stato interpretato dall'attore inglese Roy Marsden in alcuni film tratti dai romanzi della serie.
I romanzi sono poi stati adattati nella serie televisiva L'ispettore Dalgliesh.